# Metamorphose (Mythologie)
Metamorphose in der Mythologie (altgriechisch μεταμόρφωσις metamórphōsis „Gestaltsumwandlung“, von μετά metá „bei, mit“, als Präfix „um-“, und μόρφωσις mórphōsis „Gestaltung“ [dieses von μορφή morphḗ „Form, Gestalt“]) bezeichnet den Gestaltenwechsel oder die Verwandlung einer Gottheit, eines mythischen Wesens oder eines Menschen, seltener von Tieren oder Objekten. Diese kann vorübergehend oder dauerhaft sein. Häufig verläuft die Verwandlung einer Gottheit oder eines Menschen in ein Tier – besonders die Vogelmetamorphose ist ein beliebtes Thema – aber auch in eine Pflanze oder ein Gewässer. Eine besondere Form der Verwandlung ist die Versteinerung. Eine Verwandlung kann auch einen Geschlechtswandel beinhalten. Die Verwandlung von Tieren in Menschen ist seltener.
Fast alle Kulturen kennen die Metamorphose. Sie kann ein Zeichen göttlicher Macht sein, aber auch die Folge einer magischen Handlung. Im Schamanismus spielt die Verwandlung in ein Tier eine besondere Rolle. In der Neuzeit sind Metamorphosen beliebte Sujets in Märchen und in Literatur. Während aber in Mythen und Sagen Verwandlungen häufig einen Nutzen erbringen, ist diese in Märchen meist die Folge von Verwünschungen und Bestrafungen. In der Volkssage ist das Bild der Hexe, die sich in eine Katze verwandelt, ebenfalls verbreitet.

## Zeitweilige Metamorphose
Der zeitweiligen Verwandlung bedienen sich meist gewisse Gottheiten, um ein bestimmtes Ziel zu erreichen. So verwandelt sich Zeus in einen Stier, um Europa zu entführen, oder Odin verwandelt sich in einen Wurm, um an den Dichtermet zu gelangen. Auch Zauberer vermögen sich aus eigener Kraft vorübergehend zu verwandeln, in der Absicht, andere zu täuschen. Seltener ist der temporäre Gestaltenwechsel von Menschen durch andere, wie die Verwandlung der Gefährten des Odysseus in Schweine durch die Zauberin Kirke. Manchmal kann die Verwandlung mehrmals erfolgen, so wechselt Sudyumna in der hinduistischen Sage mehrmals sein Geschlecht. Zeitweilige Metamorphose kann auch ein Hilfsmittel sein, aus einer Gefahr zu entfliehen.
Beliebt ist auch die Verwandlung in den Ehemann einer treuen Frau, um die eigene sexuelle Lust zu stillen. Das Kind einer solchen Verbindung ist nicht selten eine bedeutende Gestalt, wie König Artus.

## Dauerhafte Metamorphose
Die dauerhafte Metamorphose beschränkt sich fast nur auf Menschen. Sie kann als Strafe oder aus Rache durch eine Gottheit erfolgen, wie bei Arachne, die von Athene in eine Spinne verwandelt wurde. Aber auch Belohnung oder Erlösung aus einer Notlage, wie bei Daphne, können die Ursache einer Umwandlung sein.

## Griechen und Römer
In der frühen griechischen Literatur beschränkt sich die Metamorphose auf Magie und göttliche Macht. Besonders Zeus bedient sich während seiner Liebesabenteuer gerne des Gestaltenwechsels und nähert sich so als Stier der Europa, als Schwan der Leda, als goldener Regen der Danaë und, um den Herakles zu zeugen, verwandelt er sich in Amphitryon, den Gatten der Alkmene. Die eifersüchtige Hera rächt sich an Io, indem sie diese in eine Färse verwandelt.
Der Seher Teiresias wurde, nachdem er eine weibliche Schlange getötet hatte, in eine Frau verwandelt, später wurde er wieder zum Mann.
Später und besonders während der Römerzeit erfreuen sich Geschichten von Verwandlungen einer zunehmenden Beliebtheit, wobei nicht immer klar ist, ob die beschriebenen Metamorphosen einen echten mythischen Hintergrund besitzen oder spontane Erfindungen des Autors sind. Am bekanntesten dürften die Metamorphosen des römischen Poeten Ovid sein, wo rund 250 Metamorphosen geschildert werden.

## Kelten
Gestaltenwechsel sind in der keltischen Mythologie ein zentrales Thema und in vielen Erzählungen wiederzufinden. In den irischen Sagen wird von Túan mac Cairill als ältester irischer Einwohner erzählt, der die Eroberungswellen Irlands in unterschiedlichen Tiergestalten erlebte. So sei er als alter Mann eingeschlafen und als Hirsch, dann als Eber, als Adler und schließlich als Lachs wieder aufgewacht. Letztlich wird er wieder zum Menschen. Weitere irische Beispiele sind die Geschichte um Fintan mac Bóchra mit starken Parallelen zu Túan und die Geschichte De chophur in da muccida („Von der [Verwandlung?] der beiden Schweinehirten“). Diese tragen einen Zaubererwettstreit aus und verwandeln sich nacheinander in verschiedene Tiere, ehe sie als Wasserwürmer versehentlich von Kühen verschluckt werden. Daraufhin werden sie als die berühmten Stiere Donn Cuailnge und Findbennach wiedergeboren.
Auch die walisischen Sagen weisen Metamorphosen in ihren Erzählungen auf. So werden aus Strafe die beiden Brüder Gwydyon und Gilfaethwy nacheinander in Hirsch und Hinde, Eber und Bache, Wolf und Wülpin verwandelt, wobei sie jeweils ein Kind zeugten.
In der Artussage wird Uther Pendragon vom Zauberer Merlin in den Grafen Garlois verwandelt. Als Garlois zeugt Uther Pendragon dann mit Garlois ahnungslosen Gattin König Artus.

## Germanen
In der nordischen Mythologie ist die Kunst des Gestaltenwechsels auf wenige Gottheiten beschränkt. Besonders Loki und Odin geben sich öfters und nicht selten mit betrügerischer Absicht eine andere Gestalt, wobei eine echte Verwandlung, z. B. in ein Tier, manchmal aber nur eine bloße Verkleidung, vorliegen können. Nach der Ynglingasaga lag Odins Körper während der Verwandlung schlafend da, während er selbst als Tier unterwegs war.
Loki gebiert in Gestalt einer Stute den Hengst Sleipnir, als Fliege stört er die Zwerge Brokk und Sindri beim Schmieden des Donnerhammers Mjöllnir und schließlich versucht er in Gestalt eines Lachses, sich vor der Bestrafung durch die Götter zu entziehen. Von Heimdall ist bekannt, dass er in Gestalt eines Seehundes mit Loki kämpfte und Gefjon verwandelte ihre Söhne in Stiere.
Eine besondere Rolle spielt aber offensichtlich die Vogelmetamorphose. Diese geschieht nach nordischen Zeugnissen durch das Anziehen eines Vogelgewandes. So leiht sich Loki das Falkengewand der Freyja aus, um zu den Riesen fliegen zu können. Das Völundlied beschreibt drei Walküren, die nach sieben Jahren Eheleben ihre Schwanengewänder anzogen und wegflogen. Von mehreren Riesen berichtet der Mythos, dass sie sich in einen Adler verwandelten.
Ikonographisch ist die Vogelmetamorphose auch bei den Alemannen bezeugt. Der Brakteat von Daxlanden zeigt einen Männerkopf mit Vogelkappe, Gefieder und Vogelkrallen.
In der Heldensage ist Fafnir ein Sohn des Riesen Hreidmar, der sich in einen Drachen verwandelt, während sein Bruder Otr in Gestalt eines Otters lebt.

## Bibel
Nach der Bibel erstarrte Lots Frau zur Salzsäule, als sie bei der Zerstörung von Sodom und Gomorrha trotz des Verbotes zurückblickte (Genesis 19).